# Artzentales
Artzentales város Spanyolországban,  Bizkaia tartományban. Artzentales Balmaseda, Valle de Mena, Karrantza, Valle de Villaverde, Turtzioz, Castro Urdiales és Sopuerta községekkel határos. Lakosainak száma 736 fő (2024).

## Népesség
A település lakosságának változását az alábbi diagram mutatja:
| Lakosok száma | 668  | 660  | 686  | 712  | 760  | 722  | 741  | 721  | 720  | 736  |
|               | 2001 | 2004 | 2007 | 2009 | 2012 | 2014 | 2017 | 2019 | 2022 | 2024 |